# Gà tây Jersey Buff
Gà tây Buff, còn gọi là Gà tây Jersey Buff là một giống gà tây nhà có tên được đặt theomàu lông của nó, buff - màu vàng da bò.:232

## Lịch sử
Được chấp nhận vào Tiêu chuẩn Hoàn thiện của Hiệp hội Gia cầm Mỹ năm 1874, chủng gốc Buff Buffkey được sử dụng trong quá trình phát triển giống gà tây đỏ Bourbon, nhưng đã chết hoàn toàn vào đầu thế kỷ 20. Điều này một phần là do sự khó khăn trong chọn lọc nhân giống các mô hình màu sắc thích hợp, và cũng để sự gia tăng của các giống thương mại mới trên thị trường.
Vào những năm 1940, sự quan tâm đến gà tây Buff được hồi sinh, và một chủng mới của giống gà tây này - được gọi là New Jersey Buff sau khi nó được phát triển vả tạo ra thành công. Tuy nhiên, gà tây White Breast Wide tiếp tục cạnh tranh với tất cả các giống gà tây bảo tồn khác như gà tây Buff, và ngày nay, giống gà này được đánh giá thuộc tình trạng cực kỳ nguy cấp, theo American Consestock Breeds Conservancy (Tổ chức Bảo vệ Giống vật nuôi Hoa Kỳ). Nó cũng đã được đưa vào Rương Khẩu vị của tổ chức Slow Food Hoa Kỳ. Loài này phổ biến nhất ở Hoa Kỳ, nhưng cũng được tìm thấy ở Vương quốc Anh và Úc.

## Đặc điểm
Buff có bộ lông màu nâu rất nhạt hoặc đỏ, đó là đặc điểm xác định của nó. Gà trống thuộc gống gà tây này có trọng lượng khoảng 21 kg và gà mái nặng khoảng một nửa.